# 미국 특수작전부대

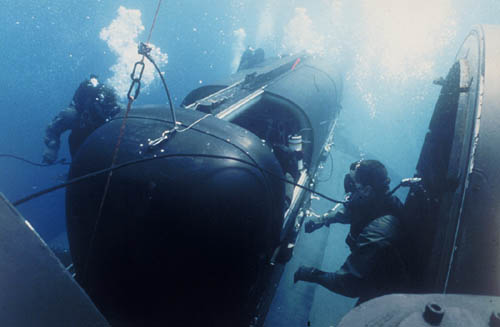
SEAL 장비 배송팀

미국 특수작전부대(United States special operations forces (USSOF))는 특수작전을 위해 사용되는, 미군 내에 위치한 국방부의 미국 특수작전사령부의 특수부대이다.

## 구성
- 미국 특수작전사령부(SOCOM)[1]
  - 합동특수작전사령부(JSOC)
  - 미국 육군 특수작전사령부(ARSOC)
  - 해군특수전사령부(NWSC)
  - 공군특수작전사령부(AFSOC)
  - 해병대 특수작전사령부(MARSOC)
  - 전구지역사령부
    - 남부특수작전사령부(영어판)(SOCSOUTH)
    - 북부특수작전사령부(영어판)(SOCNORTH)
    - 중부특수작전사령부(영어판)(SOCCENT)
    - 아프리카 사령부특수작전사령부(영어판)(SOCAFRICA)
    - 유럽 특수작전사령부(영어판)(SOCEUR)
    - 태평양 부특수작전사령부(영어판)(SOCPAC)
    - 주한 미군 특수작전사령부(SOCKOR)

### 합동특수작전사령부
- 육군 제1특전분견대-델타 (공수)
- 육군 연대수색중대
- 육군 첩보지원처
- 해군특수전개발단
- 공군 제24특수전술대대
- 공군 제427특수작전비행대대
- 합동통신부대

### 육군
- 제1특전사령부 (1st SFC)
  - 제1특전단 (공수)
  - 제3특전단 (공수)
  - 제5특전단 (공수)
  - 제7특전단 (공수)
  - 제10특전단 (공수)
  - 제19특전단 (공수)
  - 제20특전단 (공수)
  - 제95민사여단 (특수작전)(공수)
  - 제528지원여단 (공수)
- 제75레인저연대
- 특수작전항공사령부
  - 제160특수작전항공연대 (공수)
- 존 F. 케네디 특수전센터학교

### 해군
- 해군특수전센터
- 제1해군특수전단
- 제2해군특수전단
- 제4해군특수전단
- 제8해군특수전단
- 제11해군특수전단
- 해군특수전개발단(행정통제)

### 공군
- 제1특수작전비행단
- 제24특수작전단
- 제27특수작전비행단
- 제352특수작전비행단
- 제353특수작전비행단
- 제492특수작전비행단
- 제137특수작전비행단 (OK ANG)
- 제193특수작전비행단 (PA ANG)
- 제919특수작전비행단 (예비군)

### 미국 해병대
- 해병레이더연대
- 해병레이더지원단
- 해병레이더훈련소

## 미군 센터, 학교, 코스
- 존 F. 케네디 특수전센터학교
- JTAC 어드밴스트 인스트럭터 코스

## 같이 보기
- 미국의 해산된 특수부대 목록

### 인용
1. ↑  “SOCOM 2014 Factbook” (PDF). 2014. 2013년 12월 4일에 원본 문서 (PDF)에서 보존된 문서. 2014년 4월 21일에 확인함.

### 자료
- “SOCOM 2023 Factbook” (PDF) (영어). Tampa, Florida: U.S. Special Operations Command Office of Communication. 2023. 2023년 6월 27일에 확인함.
- David Ignatius (2008년 2월 10일). “Learning to Fight a War” (영어). The Washington Post Company. 2023년 6월 27일에 확인함.